# Dryopteris rhomboideo-ovata
Dryopteris rhomboideo-ovata är en träjonväxtart som beskrevs av H. Itô. Dryopteris rhomboideo-ovata ingår i släktet Dryopteris och familjen Dryopteridaceae. Inga underarter finns listade.